# 철근 콘크리트 (만화 시리즈)
철근 콘크리트(일본어: 鉄コン筋クリート, Tekkonkinkreet)는 블랙 앤 화이트(Black & White)로도 알려져 있는 일본 만화 시리즈이자, 마츠모토 타이요 작품 작화의 일본 만화 시리즈로, 원래 1993년부터 1994년까지 쇼가쿠칸의 청년 만화 잡지 빅 코믹 스피리츠에 연재되었다. 이야기는 가상의 도시 다카라마치(보물 마을)에서 진행되며 고아가 된 길거리 아이들을 중심으로 진행된다.
모리모토 코지 감독의 파일럿 영화가 1999년 1월에 개봉되었다. 마이클 아리아스가 감독하고 STUDIO 4℃에서 애니메이션을 제작한 장편 애니메이션 영화가 2006년 12월 일본에서 초연되었다.